# Елісон Мері Оуен
Елісон Мері Оуен (нар. 18 лютого 1961) — англійська кінопродюсерка.
Брала участь у продюсуванні таких фільмів, як: Місячне сяйво і Валентино (1995), Єлизавета (1998), Зомбі на ім'я Шон (2004), Доказ (2005), Ще одна з роду Болейн (2008), Брік Лейн (2007), Чат (2010), Порятунок містера Бенкса (2013) та Тюльпанова лихоманка (2017).

## Біографія
Оуен народилась у місті Портсмут (граф. Гемпшир) Англія, молодшою донькою у сім'ї. Її батько і мати працювали у Королівському військово-морському флоті, батько був головним старшиною, а мати працювала на судноремонтному заводі. Має старшу сестру Джил Біатріс Оуен (нар. 1959).
Елісон народила трьох дітей: поп-співачку Лілі Аллен й актора Альфі Аллена від колишнього чоловіка Кіта Аллена, а також Сару Оуен з попередніх стосунків. Наразі вона одружена з арт-директором Ароном Бетерхемом, котрий сам має четверо дітей.

## Кар'єра
Оуен почала кар'єру з того, що робила музичні кліпи для джаз лейблу Лаймлайт. Пізніше вона спродюсувала свій перший фільм «Почуй мою пісню», а також телесеріал «Щоденник Підлітка ЗОЖовця» (англ. Teenage Health Freak).
З часом вона почала працювати на британську кіностудію Working Title (котра напівналежала данській масмедійній компанії PolyGram), де відкрила розділ з малобюджетних фільмів.

## Фільмографія
- Почуй мою пісню (1991)
- Молоді Американці (1993)
- Місячне сяйво і Валентино (1995)
- Єлизавета (1998)
- Happy Now? (2001)
- Сільвія (2003)
- Зомбі на ім'я Шон (2004)
- Доказ (2005)
- Брік Лейн (2007)
- Ще одна з роду Болейн (2008)
- Темпл Грандін (2010)
- Джейн Ейр (2011)
- Порятунок містера Бенкса (2013)
- Посвячений (2014) (виконавчий)
- Суфражистка (2015)
- До зустрічі з тобою (2016)
- Тюльпанова лихоманка (2017)
- Як створити дівчину (2019)
- Емі Вайнгауз: Back To Black (2024)